# Torcuato Cayón
Torcuato Cayón de la Vega (Cádiz, 18 de noviembre de 1725 – Isla de León, actual San Fernando, 11 de enero de 1783) fue un arquitecto español, suegro de Ventura Rodríguez, impulsor del cambio que marca la transición de la arquitectura barroca a la neoclásica. 

## Biografía
Obtuvo el título de académico de San Fernando en 1763; más tarde, en 1779, creó una escuela privada de dibujo, germen de la Academia de Bellas Artes que se constituyó en 1789 por iniciativa del conde Alejandro O'Reilly, gobernador de la ciudad. Largo fue el proceso seguido por Cayón para lograr hacer efectivo su nombramiento como arquitecto de la ciudad. El propio Cabildo Municipal no disimuló su disgusto ante esta imposición centralista y solo bajo mandato expreso de la corona admitió que los proyectos urbanos se sometiesen a su criterio.

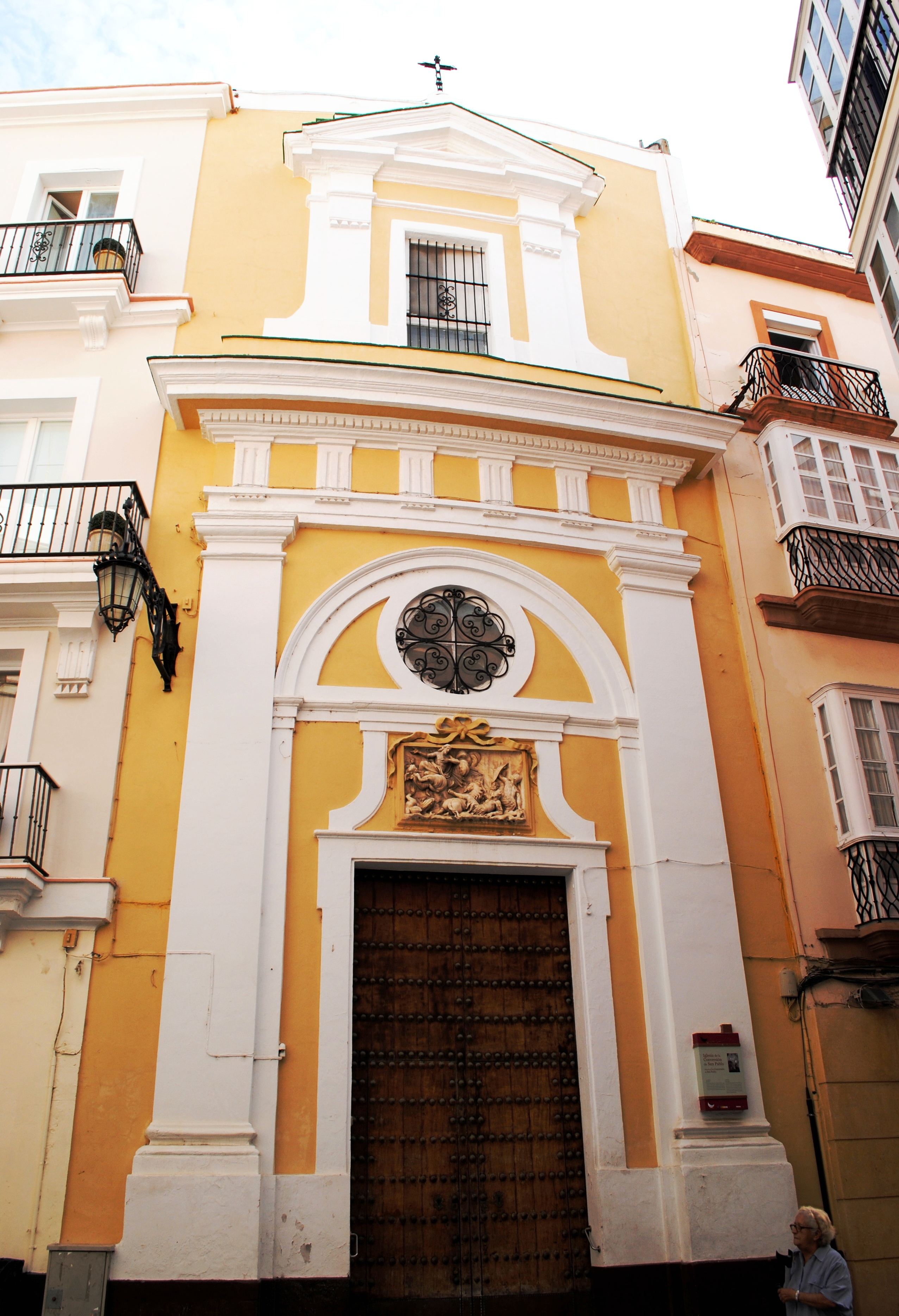
Iglesia de San Pablo, proyecto de Cayón.

Cayón asume las normativas cortesanas y, a pesar de su apego a las formas tradicionales, se convierte en el impulsor de una nueva época para la arquitectura en Cádiz y, en consecuencia, para el retablo creado en esta ciudad. Se inspira en los gustos de Ponz aunque sorprende que su biblioteca, inventariada tras su muerte en 1783, careciese de la obra de este autor, que siguió con asiduidad a lo largo de su vida.
Torcuato Cayón, arquitecto que introduce en la ciudad las nuevas tendencias, nunca abandonará la tradición barroca. El primer proyecto de envergadura fue la corrección de los planos de la Catedral de Cádiz como Maestro mayor de la misma. También diseña el monumento de la Semana Santa de la Catedral de 1780. 
Otra obra suya fue uno de los edificios más monumentales de la capital gaditana, el Hospicio (Fundación Valcárcel), que fue concluido en 1763; entre 1767 y 1768 reconstruye la torre del Hospital de San Juan de Dios. Puede relacionarse con la producción de este arquitecto el retablo que preside la capilla del Hospital de San José de San Fernando, pues fue el responsable de la construcción de todo el edificio en 1778, si bien al estar firmado el lienzo que lo presidía por el marqués de Ureña, queda abierta la posibilidad de que fuese este también el autor de la estructura arquitectónica que lo cobija. 
Proyecta también una serie de edificios que serían construidos por su discípulo y ahijado Torcuato Benjumeda: Iglesia del Rosario, la Iglesia de San José y la Iglesia de San Pablo, así como del Oratorio de la Santa Cueva, el Ayuntamiento de San Fernando, y la Iglesia de San Juan Bautista en Chiclana de la Frontera.